# Zagrebački list
Zagrebački list je bio hrvatski dnevnik iz Zagreba. 
Izašle su prvi put za Božić 1938., a prestale su izlaziti uspostavom NDH, 10. travnja 1941. Uređivao ih je Ivan Grubiša.
Izlazile su svakodnevno.